# Étangs de la Champagne humide
Les étangs de la Champagne humide sont un site Ramsar de France.

## Géographie
Le site s'étend sur trois départements de la région Grand Est : Aube, Marne et Haute-Marne. Avec 2 564,08 km2, il s'agit en 2020 du plus grand site Ramsar de France métropolitaine (et le 2e plus grand site Ramsar de France, après la réserve naturelle nationale des Terres australes françaises).
La Champagne humide est région naturelle de l'est de la France, qui s'étend en arc de cercle de l'Argonne au nord au Pays d'Othe au sud, entre la Champagne crayeuse à l'ouest et la Côte de Champagne (Barrois lorrain, Vallage et Barrois champenois) à l'est. Vaste dépression recouverte d'alluvions, son sol imperméable est parsemé de très nombreuses rivières et plans d'eau, dont quatre réservoirs construits entre les années 1960 et 1990 afin de réguler le débit de la Seine (lac d'Orient), de la Marne (lac du Der-Chantecoq) et de l'Aube (lacs Amance et du Temple).
Le site est un refuge hivernal pour près de 150 000 oiseaux aquatiques (en). Il abrite en été près de 150 cigogne noires et 30 000 grues cendrées. Il s'agit également de l'un des derniers sites de nidifications du héron pourpré, du blongios nain et de la rousserolle turdoïde dans le Grand Est.

## Aires protégées
Le site Ramsar recouvre de nombreuses aires protégées distinctes :
- Réserves naturelles nationales : étangs de Belval-en-Argonne, étang de la Horre, étang de Ramerupt, étang et prairie humide des Paquis, forêt d'Orient, prairies humides de Courteranges
- Réserve nationale de chasse : réserve du Der-Chantecoq et des étangs d'Outines et d'Arrigny
- Parc naturel régional : forêt d'Orient
- Sites Natura 2000 :
  - Zones spéciales de conservation : bois d'Humégnil-Epothémont, camp militaire du bois d'Ajou, carrières souterraines d'Arsonval, étangs de Belval, d'Étoges et de la Grande Rouillie, étang de la Horre, étangs latéraux du Der, forêt de Trois Fontaines, forêt d'Orient, forêts et clairières des Bas-Bois, prairies de la Voire et de l'Héronne, lac du Der-Chantecoq, pelouse des Brebis, prairies de Courteranges
  - Zones de protection spéciale : Barrois et forêt de Clairvaux, étangs d'Argonne, étangs de Belval et d'Étoges, étang de la Horre, herbages et cultures autour du lac du Der, herbages et cultures des vallées de la Voire, de l'Héronne et de la Laisnes, lac du Der-Chantecoq, lacs de la forêt d'Orient
- Arrêtés préfectoraux de protection de biotope : anciennes carrières souterraines d'Arsonval, Dolancourt et de Bossancourt, anse d'Arcot, cortin d'Enfert, emprunt de Doches, étang de Ramerupt, étangs de Belval, pelouse des Brebis, prairies de Rappel-Cœur